# AnimeJapan
AnimeJapan（アニメジャパン）は、2014年から毎年3月下旬に開催されている総合アニメーションイベントである。2015年からAnimeJapanと同時開催されているファミリー向けのアニメーションイベントファミリーアニメフェスタについても本項で説明する。
主催は、2014年と2015年は「AnimeJapan実行委員会」（以下「実行委員会」）、2016年以降は「一般社団法人アニメジャパン」。
AnimeJapanのキャッチフレーズは「アニメのすべてが、ここにある。」。
ファミリーアニメフェスタのキャッチフレーズは「みんなが大好きなアニメが大集合！」。

## 概要
2013年まで毎年3月に開催していた2つのアニメイベント『東京国際アニメフェア』と『アニメ コンテンツ エキスポ』を発展的に統合させたイベントである。
本イベントは一般人を対象としたパブリックデイと、企業を対象としたビジネスデイとで開催日程と内容が異なる。ビジネスデイの来場には登録が必要で、ビジネス目的でない者は来場することができない。
本イベントの5周年を記念しマスコットキャラクター「AJ兄弟」が誕生した。当初は5周年限定で使用すると発表されていたが、それ以降も使用されている。

### 開催経緯
2010年12月、東京都青少年健全育成条例の改正案が可決され、これを受けて当時の角川書店やアニプレックスなどが「表現の自由を侵害する恐れがある」として、東京都などが主催していたアニメイベント『東京国際アニメフェア』をボイコットし、新たなアニメイベント『アニメ コンテンツ エキスポ』を企画した。その後、東日本大震災の影響で双方が開催中止になった2011年を除き、2012年と2013年は2つのイベントが分裂開催されていた。
2013年10月、『東京国際アニメフェア』と『アニメ コンテンツ エキスポ』を統合し、新たなイベント『AnimeJapan』を2014年3月に開催することが発表された。
AnimeJapan実行委員会は統合の経緯について、「アニメ コンテンツ エキスポと東京国際アニメフェアで単一のイベントができるように、話を進めていた。会場や日程について模索して開催できるに至った」と説明し、AnimeJapanに東京都が参加しないことについては「東京国際アニメフェアは民間に徐々に移行できるように進めてきた。負担金も年々減っていた」と説明した。KADOKAWA専務の井上伸一郎は「自主的に運営できると確認できたことが大きい」としている。実行委員長である日本動画協会理事長の布川郁司は、2つのイベントの並立・合流について、「俯瞰的にみて業界がふたつに割れたと見られていた。業界は結束しないといけないと、早い段階から動いていた」と説明した。
2013年12月18日、アニメイト池袋本店9Fにあるアニメイトホールにて「AnimeJapan プレゼンテーション」が開催され、イベントの開催概要や現時点での出展社数や参加作品、ビジネス施策や入場券販売などに関する情報が公表された。このプレゼンテーションは一般観覧のほか、ニコニコ生放送にて生中継された。
また、2014年1月21日には「AnimeJapan プレゼンテーション#2」が開催され、新たな出展情報や参加作品などが発表された。

## 各回のイベント概要

### AnimeJapan 2014
会期はこれまでの東京国際アニメフェアでの4日間から2日間となり、これによって、会場の運営費が縮小される。一方で会場の面積は、2012年の東京国際アニメフェアの会場の、東京ビッグサイト・東ホール1 - 3の2倍の、東ホール1 - 6までで、東京ビッグサイトの東ホール全体が活用されることになった。出展社の数は145社638小間（2014年1月22日現在）となり、目標の来場者数は、2日間合計で10万人であった。
初日の2014年3月22日の動員数は実行委員会の発表で、5万9630人となり、目標動員数の10万人のおよそ6割に達し、また、プレスでの来場者は344社で615人を数えた。3月22日の開場直後は比較的スペースに余裕があったが、午後からは客足が伸びた。2日目の3月23日の来場者数は5万1622人、プレスでの来場者は220社403名となり、これで、2日間の総来場者数は11万1252人となり、目標としていた10万人を10%以上も上回った。これは、2013年の東京国際アニメフェアが4日間で10万5170人、2013年のアニメ コンテンツ エキスポが2日間で7万159人と比較すると、いずれも上回っている。また、プレスの取材では、この2日間で564社1018人に達した。

#### 会期
- 2014年3月22日・23日

#### 会場
- 東京ビッグサイト 東展示棟 東1 - 6ホール

#### イベント内容
ビジネス面での施策については、「AnimeWorks」・「アニメコラボレーションショーケース」・「AnimeJapan×JETRO「ビジネスマッチング」」の3つが企画された。
アニメファン向けの施策では、「NewType」とのコラボレーションで、テレビアニメの50年間の歴史を振り返る「『アニメ半世紀シアター』powered by Newtype」。東日本大震災の復興支援の義援金を、集めるために行われる「チャリティーオークション」などが行われた。
また、グッズ販売を行う「オフィシャルショップ」も設けられた。
エンターテイメントに関する施策には、「RGB・オープンステージ」・「Anisong Japan Supported by リスアニ!」・「AnimeJapan present 謎解きゲーム〜失われた色を取り戻せ〜」・「コスプレイヤーズワールド」の4つが企画されていた。
RGB・オープンステージでは合わせて42のプログラムが行われ、収容人数はおよそ5万人になった。

### AnimeJapan 2015（ファミリーアニメフェスタ2015含む）
2014年6月30日には、「AnimeJapanプレゼンテーション」を行い、「AnimeJapan 2015」の開催について発表された。前回との変更点として、総合プロデューサー2名の下に「エンターテインメント」「ビジネス」「ファミリー」「オーバーシーズ」の4エリアを設け、それぞれにエリアプロデューサーを設ける運営形態となった。
また、東京ビッグサイトの会議棟1Fレセプションホール内にビジネス出展エリアが設けられ、さらに平日商談ニーズに対応するため一般公開日の前日にビジネスデーが新設された。
目標入場者数については12万人を見込んでいたが、最終的にはこれを上回る121,540人に達したことが発表された。
なお、AnimeJapan 2015の模様を収録した特別番組が以下の3局で放送された。いずれも異なる内容となっている。
- TOKYO MX『アニメジャパン 2015 世界最大級・最新アニメの祭典!』：2015年4月2日 22時30分 - 23時
- BSフジ『ジャパコン★ワンダーランド AnimeJapan 2015特集』：2015年4月6日 0時25分 - 0時55分（5日深夜）、4月20日 24:25 - 24:55（19日深夜、再放送）
- BS11『Animejapan 2015 スペシャル もっと知りたいアニメの未来』：2015年4月13日 0時30分 - 1時（12日深夜）

#### 会期
- 2015年3月20日 - 22日（20日はビジネスデーと前夜祭[28]）

#### 会場
- 総合エリア：東京ビッグサイト 東展示棟 東1 - 6ホール
- ビジネスエリア：東京ビッグサイト 会議棟1Fレセプションホール

#### イベント内容
コスプレエリアでは、ハコスタジアム協力の下、『月刊少女野崎くん』に登場するキャラクター・野崎梅太郎（夢野咲子）の仕事部屋を完全再現したセットが、『艦隊これくしょん -艦これ-』に登場した大和の艤装セットと背景が、『魔法少女まどか☆マギカ』のイメージ背景がそれぞれ設置された。
2014年に放送・配信されたアニラジを対象とした「第1回アニラジアワード」が開催された。

### AnimeJapan 2016（ファミリーアニメフェスタ2016含む）
総来場者数が3日間で135,323人に達して前年比11%増となり、過去最多（当時）を記録した。

#### 会期
- メインエリア：2016年3月26日・27日
- ビジネスエリア：2016年3月25日・26日

#### 会場
- メインエリア：東京ビッグサイト東展示棟 1 - 6ホール
- ビジネスエリア：東京ビッグサイト会議棟1F レセプションホール

#### イベント内容
コスプレイヤーズワールドでは、『おそ松さん』の松野家合わせに便利な6つ子の布団撮影セット、『文豪ストレイドッグス』の「武装探偵社事務所」を再現したセットが、『ソードアート・オンライン』のイメージ背景がそれぞれ設置された。
Cygamesが名競走馬を萌え擬人化した『ウマ娘 プリティーダービー』のプロジェクトが発表された。しかし、社会現象になるほど大ヒットしたゲームアプリのリリースまでに約5年を要した。

### AnimeJapan 2017（ファミリーアニメフェスタ2017含む）
総来場者数が4日間で145,453人を記録し、前年比107％で過去最多（当時）を記録した。

#### 会期
- メインエリア：2017年3月25日・26日
- ビジネスエリア：2017年3月23日・24日

#### 会場
- メインエリア：東京ビッグサイト東展示棟 1 - 7ホール
- ファミリーアニメフェスタ2017：東京ビッグサイト東展示棟 8ホール
- ビジネスエリア：東京ビッグサイト会議棟1F レセプションホール

#### イベント内容
昨年までから会場が拡大され、第7ホールがフードパーク（フードコート）、コスプレコーナー、作品のトークイベントステージ用のスペース、第8ホールがファミリーアニメフェスタの会場となった。また、オープンステージは着席部分が事前抽選式となり、場所も第4ホールの一角となったが、後方に広く休憩席が設けられ、ここからもステージを見ることが可能となった。

### AnimeJapan  2018（ファミリーアニメフェスタ2018含む）
AnimeJapanの5周年を記念して、初のマスコットキャラクター「AJ兄弟」が5周年のキャラとして誕生した。総来場者数が4日間で152,331人を記録し、前年比105％で過去最多となった。

#### 会期
- パブリックデイ：2018年3月24日・25日
- ビジネスデイ：2018年3月22日・23日

#### 会場
- メインエリア：東京ビッグサイト東展示棟 1 - 8ホール
- ファミリーアニメフェスタ2018：東京ビッグサイト東展示棟 7ホール
- ビジネスエリア：東京ビッグサイト会議棟1F レセプションホール他

#### イベント内容
東8ホールで行われていた"ファミリーアニメフェスタ"が東7ホールに移される。また、5周年記念としてすべてがオープンステージとなり大中小の3種類の合計5つとなる（ただし、ステージ前方は昨年までと同様に事前応募・抽選となる）。その他、5周年を記念して様々なことが行われた。事前投票による「アニメなんでもランキング」の中のアニメ化してほしいマンガランキングは以降も毎年実施されている。

### AnimeJapan 2019（ファミリーアニメフェスタ2019含む）
6回目を迎えるAnimeJapan 2019のテーマは「ROCK」。また、この年よりビジネスデイの開催日が一般公開より後に変更された。

#### 会期
- パブリックデイ：2019年3月23日・24日
- ビジネスデイ：2019年3月25日・26日

#### 会場
- メインエリア：東京ビッグサイト東展示棟 1 - 8ホール
- ファミリーアニメフェスタ2019：東京ビッグサイト東展示棟 3ホール
- ビジネスエリア：東京ビッグサイト会議棟1F レセプションホール、6F会議室他

#### イベント内容
東7ホールで行われていた"ファミリーアニメフェスタ"が東3ホールに移される。「AJ"ROCK"ステージ」は再びクローズドステージとなるため、観覧希望者はイベント期間前にステージ観覧応募が必要となる。メインエリアでは、過去最高出展者数の163社1040小間となった。

### AnimeJapan 2020（開催中止）

#### 予定会期
- パブリックデイ：2020年3月21日・22日
- ビジネスデイ：2020年3月23日・24日

#### 予定会場
- パブリックデイ：東京ビッグサイト西展示棟 1 - 4ホール、南展示棟 1 - 4ホール
- ファミリーアニメフェスタ：東京ビッグサイト西展示棟 1ホール
- ビジネスデイ：東京ビッグサイト会議棟1F レセプションホール、6F会議室他

#### イベント内容
テーマは「和」。3月21日から24日に開催予定であったが、新型コロナウイルス感染症（COVID-19）流行の影響で、2020年2月27日に開催中止が発表された。

### AnimeJapan 2021

#### 会期
- パブリックデイ：2021年3月27日・28日
- ビジネスデイ：2021年3月29日・30日

#### 会場
- パブリックデイ、ビジネスデイ：オンライン開催

#### イベント内容
テーマは「繋ぐ＝∞」。3月27日から30日にリアルとオンラインの両方で開催される予定であったが、新型コロナウイルス感染症（COVID-19）流行に伴う緊急事態宣言発令を鑑みてリアル開催を中止し、オンラインのみの開催となった。
なお、ファミリーアニメフェスタは出展募集の段階からリアル・オンラインとも開催が見送られていた。

### AnimeJapan 2022

#### 会期
- パブリックデイ：2022年3月26日・27日
- ビジネスデイ：2022年3月28日・29日

#### 会場
- パブリックデイ：東京ビッグサイト東展示棟 1 - 8ホール
- ビジネスデイ：オンライン開催

#### イベント内容
テーマは「アフレコスタジオで出す「キュー!」」。パブリックデイは3年ぶりにリアル開催、ビジネスデイはオンラインにて開催された。ファミリーアニメフェスタは前年同様にリアル・オンラインとも開催が見送られた。
本イベントでは新型コロナウイルス感染拡大防止策としてコスプレ参加者の人数制限が行われたほか、従来開設されていたフードパークは未開設となった。

### AnimeJapan 2023

#### 会期
- パブリックデイ：2023年3月25日・26日
- ビジネスデイ：2023年3月27日・28日

#### 会場
- パブリックデイ：東京ビッグサイト東展示棟 1 - 6ホール
- ビジネスデイ：オンライン開催

#### イベント内容
テーマは「アニメは止まらない！」。
パブリックデイはリアル開催、ビジネスデイはオンラインにて開催された。ファミリーアニメフェスタは前年同様にリアル・オンラインとも未開催となった。
本イベントではAnimeJapan10周年を記念し、特別な施策や記念グッズの販売などが行われた。
本イベント4日間の総来場者数は10万51人、出展社数は110にのぼり、コロナ禍以前に迫る賑わいとなった。

### AnimeJapan 2024（ファミリーアニメフェスタ2024含む）

#### 会期
- パブリックデイ：2024年3月23日・24日
- ビジネスデイ：2023年3月25日・26日

#### 会場
- パブリックデイ：東京ビッグサイト東展示棟 1 - 8ホール
- ファミリーアニメフェスタ：東京ビッグサイト東展示棟 3ホール
- ビジネスデイ：東京ドームシティ プリズムホール

#### イベント内容
テーマは「アニメ、新時代。」。
今回は5年ぶりにファミリーアニメフェスタも同時開催されたほか、フードパークとコスプレイヤーズパレードも5年ぶりに再開された。
本イベント4日間の総来場者数は13万2557人を記録し、前年比132%となった。

### AnimeJapan 2025（ファミリーアニメフェスタ2025含む）

#### 会期
- パブリックデイ：2025年3月22日・23日
- ビジネスデイ：2025年3月24日・25日

#### 会場
- パブリックデイ：東京ビッグサイト東展示棟 1 - 8ホール
- ファミリーアニメフェスタ：東京ビッグサイト東展示棟 3ホール
- ビジネスデイ：東京ビッグサイト会議棟1F レセプションホール、6F会議室他

#### イベント内容
今回はAJステージの会場に「WHITE STAGE」が追加されて4ステージ体制となり、全52のステージイベントが開催された。
本イベント4日間の総来場者数は15万24000人（見込み）を記録し、出展社数は過去最多の116社となった。